# René Renno
René Renno (* 19. Februar 1979 in Ost-Berlin) ist ein ehemaliger deutscher Fußballspieler und heutiger -trainer.

## Karriere als Spieler
Renno begann als Torhüter beim SV Norden-Nordwest in Berlin mit dem Fußballspielen. Von 1990 bis 1998 durchlief er die Altersklassen in der Jugendabteilung von Hertha BSC.
Von 1998 bis 2000 – inzwischen in die Amateurmannschaft aufgerückt und mit einem Profivertrag ausgestattet – gelang nach 68 Punktspielen zur Saison 1999/2000 der Aufstieg in die seinerzeit drittklassige Regionalliga Nordost.
Nachdem er in der Saison 2000/01 32 Punktspiele für Tennis Borussia Berlin in der drittklassigen Regionalliga Nord bestritten hatte und der Verein als Letztplatzierter aus dieser absteigen musste, wechselte er ligaintern zur SG Wattenscheid 09, für die er bis Saisonende 2002/03 insgesamt 47 Punktspiele bestritt. In der Folgesaison kam er viermal für Rot-Weiss Essen zu Punktspielen und Aufstieg bedingt zu 32 Zweitligaspielen. Mit dem Abstieg seines Vereins am Saisonende, wechselte er zum Bundesligaabsteiger VfL Bochum, mit dem er die Rückkehr in die höchste deutsche Spielklasse verwirklichen half und bis Saisonende 2008/09 elf Bundesligaspiele bestritt. Sein Debüt gab er am 4. November 2007 (12. Spieltag) beim 5:3-Sieg im Heimspiel gegen den VfL Wolfsburg.
Von 2010 bis 2014 bestritt er 27 Punktspiele in der 2. Bundesliga und von 2014 bis 2016 17 Punktspiele in der 3. Liga für Energie Cottbus. Während dieser Zeit wurde er mit der Auszeichnung „Energie Spieler des Jahres 2015“ geehrt. Nach dem Ende seiner aktiven Fußballerkarriere blieb er dem Verein als Berater erhalten.

## Karriere als Trainer
Ab Juli 2018 war Renno unter Claus-Dieter Wollitz als Co-Trainer von Energie Cottbus tätig. Als Wollitz im Januar 2020 zum 1. FC Magdeburg wechselte, wurde Renno auch dort dessen Co-Trainer.

## Erfolge
- Aufstieg in die Bundesliga 2006 mit dem VfL Bochum
- Aufstieg in die 2. Bundesliga 2004 mit Rot-Weiss Essen
- Aufstieg in die 3. Liga 1999 mit Hertha BSC II
- Teilnahme an der Champions League 1999/2000 mit Hertha BSC

## Auszeichnung
- Energie Spieler des Jahres 2015